# チョ・ミンス
チョ・ミンス（조민수、1965年1月29日 - ）は、韓国の女優。

## 経歴
高校を卒業したのち、広告やCMのモデルを務める。1986年、韓国放送公社特別採用タレントとして芸能界に入る。2012年、キム・ギドク監督の映画『嘆きのピエタ』に出演する。

## フィルモグラフィー

### 映画
- 天国までの60日（2005年）
- 嘆きのピエタ（2012年）
- ヴィーナス・トーク 官能の法則（2014年）
- The Witch 魔女 (2018年) - ペク博士 役
- THE WITCH/魔女 -増殖-　마녀(魔女) Part2. The Other One（2022年） - ペク総括 役

### テレビ
- 独裁者への道（1990年、KBS） - ヨンシル役
- アスファルトの男（1995年、SBS） - ペ・ジョンオク役
- 砂時計（1995年、SBS） - チョン・ソニョン役
- 愛するまで（1996年-1997年、KBS） - ヘスク役
- Happy Together（1999年、SBS） - ソ・チャンジュ役
- 火花（2000年、SBS） - ホ・ミンギョン役
- ワンルンの大地（2000年、SBS） - ミン・ジョンオク役
- ピアノ（2001年-2002年、SBS） - シン・ヘリム役
- 大望（2002年-2003年、SBS） - タンエ（ブンイ）役
- クリスマスに雪は降るの?（2009年-2010年、SBS） - チャ・チュニ役
- 私の娘 コンニム（2011年-2012年、SBS） - チャン・スネ役
- 結婚の女神（2013年、SBS） - ソン・ジソン役
- 謗法～運命を変える方法～（2020年、tvN） - チンギョン役

## 受賞
- 2012年 - 第49回大鐘賞 - 主演女優賞（『嘆きのピエタ』）[3]